# Справжній тбілісець та інші
«Справжній тбілісець й інші» — радянський комедійний художній фільм, знятий в 1976 році на кіностудії «Грузія-фільм». Фільм складається з 16 новел, які знайомлять глядачів з життям Тбілісі і тбілісців.

## Сюжет

### Зустріч в тролейбусі
Два приятеля зустрічаються в тролейбусі. Кожен з них хоче заплатити і за себе і за друга. Виходить так, що приятелі не можуть з'ясувати, кому з них платити. Слово за слово — і ось вони вже пересварилися, і їх ведуть в міліцію залучати до відповідальності за бійку в тролейбусі.

### Булія
Актор Булія бігає по кількох роботах. На репетиції в театрі він грає піонера-барабанщика. З театру він мчить в радіоцентр, де озвучує жабу в радіопостановці. Потім він поспішає до редакції газети, куди періодично приносить статті. Після цього він проводить екскурсію по Тбілісі і між справою домовляється з дамою про зустріч. Всюди він отримує гроші в касі, адже він скрізь працює. А потім Булія поспішає в художнє училище, адже він працює ще і натурником…

### Повість про одну битву
Розповідь про «героїчні» будні кінорежисера на знімальному майданчику.

### Люди однакового темпераменту
Про те, як познайомилися двоє, а потім одружилися.

### В поліклініці
Романтику французької поезії руйнує неделікатна репліка втомленого лікаря.

### Залиште його, дурня
Про те, як рухається дурень з класу в клас, з інституту в кабінет, а звідти в ще більш високий кабінет.

### Суд, який не відбувся
Про те, що дуже погано прощати іншим хамство.

### В кіно
Про життя глядачів в темному залі кінотеатра.

### В світі мрій
Про життя в буйній фантазії директора одного підприємства і про те, де все це прийшло йому в голову.

### Зустріч з керуючим
Про несподівану реакцію маленького хлопчика під час зустрічі його батька з керуючим.

### Ніжні посмішки
Тбіліські водії самих різних машин привітно посміхаються глядачам.

### Чеське пиво
Співак довго готується до свого виступу, але всі зусилля виявляються марними, коли глядачі дізнаються про завезене в буфет чеське пиво.

### Пізно вночі
Нічний хуліган, погнавшись за дівчиною, несподівано міняє свої наміри.

### Трохи уваги
Про надмірну подяку за звичайну ввічливість.

### Сходи
Про тонкощі взаємин начальників і підлеглих на службових сходинках.

### Справжній тбілісець
Познайомившись на матчі «Динамо» (Тбілісі) — «Арарат» з гостями з Єревана, тбілісець активно обговорює матч, що проходить, а потім всю ніч гуляє з ними, пригощаючи їх за свій рахунок. Провівши їх, він повертається до своєї кімнати. Вранці позичає гроші у сусідів, які йому зауважують: «Тільки вчора получка була, а ти вже без грошей», — після чого він відправляється на роботу.

## У ролях
- Лейла Абашидзе — темпераментна дама
- Давид Абашидзе — директор Шалва Хутойович / автолюбитель
- Отар Коберідзе — сусід темпераментної дами / автолюбитель
- Ія Нінідзе — Лілі, витончена шанувальниця поезії
- Рамаз Чхиквадзе — кінорежисер
- Дудухана Церодзе — епізод
- Кетеван Бочорішвілі — епізод
- Шота Габелия — Булія
- Грігол Талаквадзе — підлеглий з малою дитиною
- Іпполит Хвічіа — лікар
- Гів Берікашвілі — вахтер / автолюбитель
- Лія Капанадзе — епізод
- Гурам Лордкіпанідзе — гостеприїмний тбілісець, шанувальник футболу
- Малхаз Горгіладзе — епізод
- Бадрі Какабадзе — співак
- Тенгіз Квачадзе — епізод
- Гоча Мчелідзе — Гарсеван
- Джемал Моніава — автолюбитель / кінооператор
- Майя Саманішвілі — епізод
- Таріел Сакварелідзе — епізод
- Гія Карашвілі — епізод
- Василь Чхаїдзе — педагог з вокалу
- Грігол Цитайшвілі — Павло / автолюбитель
- Анзор Херхадзе — епізод
- Баадур Цуладзе — товстяк, що спить
- Гіві Тохадзе — вчений
- Яків Трипольський — автолюбитель / член шкільної ради
- Едішер Магалашвілі — службовець
- Руслан Мікаберідзе — службовець / Гурам Ерастович Коберідзе
- Гурам Пірцхалава — автолюбитель

Роді дублювали:
- Михайло Глузський,
- В. Філіппов,
- Г. Крашенинников,
- Володимир Ферапонтов,
- В. Малишев,
- Надія Рум'янцева,
- Володимир Дружников,
- Т. Решетникова,
- А. Золотницький,
- Павло Винник,
- Георгій Георгіу,
- Вадим Спиридонов,
- Микола Граббе,
- В. Грачов,
- Едуард Бредун,
- Фелікс Яворський,
- В. Ахметов,
- Олена Чухрай,
- Н. Зорська.

## Знімальна група
- Режисер — Нана Мчедлідзе
- Сценаристи — Нана Мчедлідзе, Леван Челідзе
- Оператор — Георгій Челідзе
- Композитор — Джансуг Кахідзе
- Художники — Гіві Гігаурі, Зураб Медзмаріашвілі